# Techno-marcador
A techno-assinatura ou techno-marcador é qualquer propriedade mensurável ou efeito que fornece evidência científica de tecnologia passada ou presente. As tecnossignaturas são um subconjunto da busca maior e muito mais madura por bioassinaturas - evidência de vida microbiana ou outra vida primitiva que pode existir em alguns dos bilhões de exoplanetas que agora sabemos que existem. Alguns autores preferem excluir as transmissões de rádio da definição, mas esse uso restritivo não é generalizado. Jill Tarter propôs que a busca por inteligência extraterrestre (SETI) fosse renomeada como "busca por tecnossignaturas".

## História
A suposição de intenção tem uma longa história. No final de 1800 e início de 1900, o astrônomo americano Percival Lowell convenceu a si mesmo, e a outros, das "características não naturais" na superfície de Marte, e as associou aos esforços de uma espécie avançada, mas moribunda, para canalizar a água do pólo regiões.
Na mesma época, Nikola Tesla sugeriu a possibilidade de usar transmissão sem fio para contatar Marte, e até pensou que ele poderia ter captado sinais repetidos e estruturados de além da Terra. Quase um século antes, o grande matemático e físico Carl Friedrich Gauss também havia pensado sobre o contato ativo e sugerido entalhar a tundra siberiana para fazer um sinal geométrico que pudesse ser visto por extraterrestres.

## Métodos

### Projetos de astroengenharia
O SETI começou para valer em 1960 com o Projeto Ozma, quando Frank Drake usou o Telescópio Green Bank em West Virginia para procurar sinais de rádio artificiais em torno de duas estrelas. Após os passos pioneiros do Projeto Ozma, buscas sistemáticas por manifestações tecnológicas de civilizações nos planetas de outras estrelas se tornaram um objetivo científico viável. O SETI, desde 1960, adotou essas suposições em sua pesquisa, procurando por espectros "pesados no infravermelho" de análogos solares. O Breakthrough Initiatives concentrou-se em seu apoio financeiro para os sinais de pesquisa de tecnologia fora da Terra. Prometeu 100 milhões de dolares para impulsionar a busca do SETI, e outros 100 milhões para enviar enxames de nanossondas através do sistema estelar Alpha Centauri.